# Glacier Saskatchewan
Le glacier Saskatchewan, en anglais : Saskatchewan Glacier, est un glacier situé dans le parc national de Banff, dans la province d'Alberta, au Canada, à quelque 120 km au nord-ouest de la ville de Banff, et peut être rejoint par le biais de la Icefields Parkway. Le glacier Saskatchewan est le plus important glacier faisant partie du champ de glace Columbia, qui se trouve le long du Continental Divide. Le glacier est une des sources primaires alimentant la rivière Saskatchewan Nord. Le glacier mesure environ 13 km de long et couvre une superficie de 30 km2. En 1960, des mesures effectuées ont estimé son épaisseur à plus de 400 m à une distance de 8 km du front glaciaire. Entre 1893 et 1953, le glacier Saskatchewan a reculé d'une distance de 1 364 m, avec un recul moyen entre 1948 et 1953 de 55 m par an.

## Sources
- (en) Cet article est partiellement ou en totalité issu de l’article de Wikipédia en anglais intitulé « Saskatchewan Glacier » (voir la liste des auteurs).
- [PDF] (en) C. Simon L. Ommanney, « Glaciers of the Canadian Rockies », Satellite Image Atlas of Glaciers of the World, U.S. Geological Survey (consulté le 4 juillet 2006)